# HC Keski-Uusimaa
HC Keski-Uusimaa (w skrócie HCK) – fiński klub hokeja na lodzie z siedzibą w Keravie.

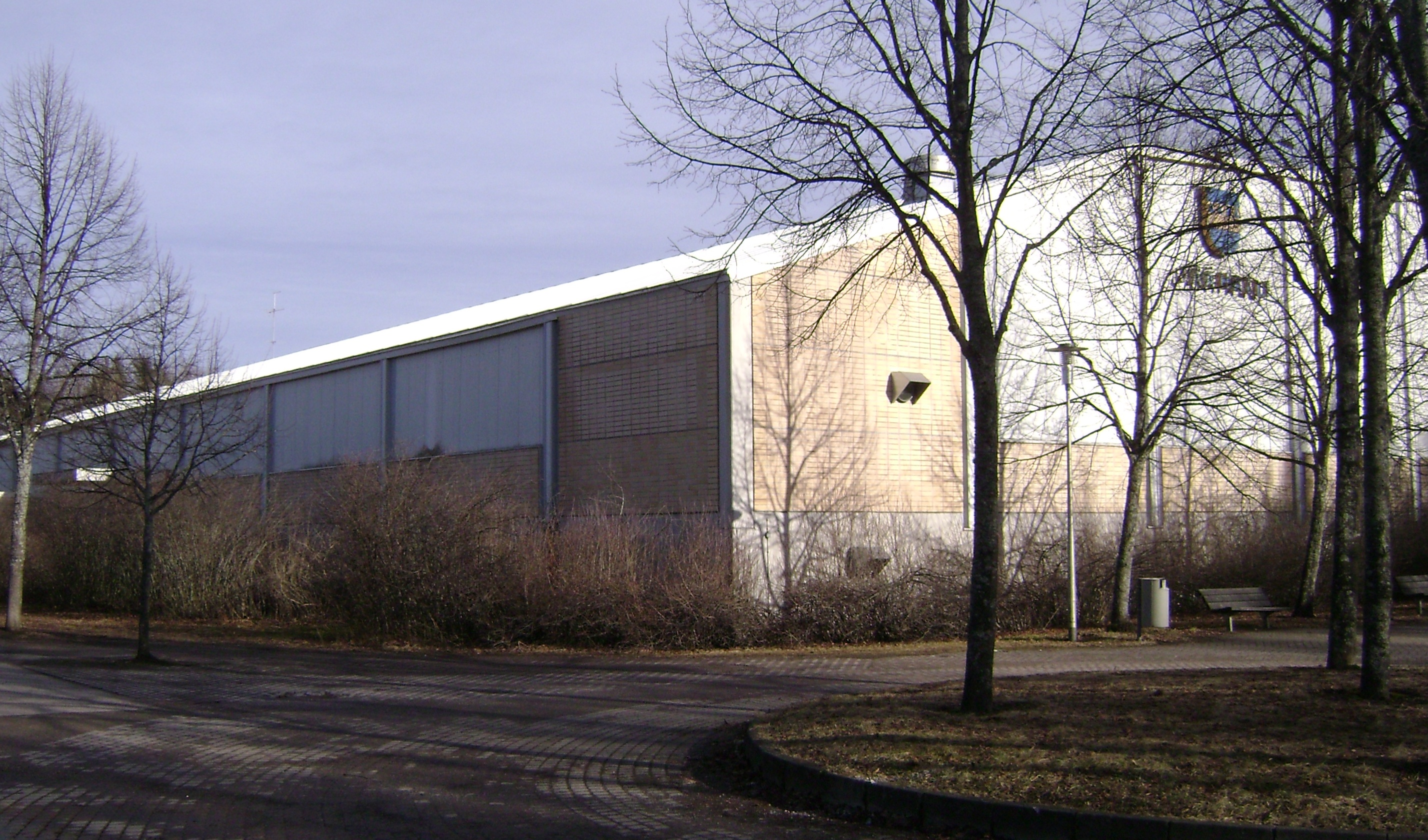
Lodowisko klubu

## Historia
Poprzednikami klubu były: Shakers (1979–1995), Helsinki Lightning (1995–1996), Sherwood Playboys (1996–2004), HC Kerava (2004–2008). Od 2008 funkcjonował HC Keski-Uusimaa. Drużyna występowała w rozgrywkach Suomi-sarja (trzeci poziom ligowy). W 2012 uzyskała awans do ligi Mestis (drugi poziom) i występowała tam od sezonu 2012/2013. Po edycji 2013/2014 została wycofana z rozgrywek i zlikwidowano klub.

## Sukcesy
- Brązowy medal Suomi-sarja: 2008, 2011
- Srebrny medal Suomi-sarja: 2012

## Zawodnicy
Klub zastrzegł numer 22, z którym występował Joakim Roslund.